# Standard Performance Evaluation Corporation
De Standard Performance Evaluation Corporation (SPEC) is een non-profitconsortium dat gestandaardiseerde benchmarks en prestatie-evaluatietools voor nieuwe generaties computersystemen publiceert en onderhoudt. SPEC werd opgericht in 1988 door Apollo, Hewlett-Packard, MIPS Computer Systems en Sun Microsystems in samenwerking met EE Times.
Het ledenbestand bestaat ondertussen uit meer dan 120 hardware- en softwareleveranciers, onderwijsinstellingen, onderzoeksorganisaties en overheidsinstanties.
SPEC-benchmarks en -tools worden veelvuldig gebruikt om de prestaties van computersystemen te evalueren. De testresultaten worden gepubliceerd op de SPEC-website.